# Fierce Creatures
Fierce Creatures is een komedie uit 1997. Het was een semi-vervolg op de populaire film A Fish Called Wanda, met daarin dezelfde vier acteurs: John Cleese, Jamie Lee Curtis, Kevin Kline en Michael Palin. De film is geschreven door John Cleese zelf en geregisseerd door Fred Schepisi en Robert Young.
Het verhaal draait om een Engelse dierentuin, die pas opgekocht is door zakenman Rod McCain (gespeeld door Kevin Kline). De nieuwe manager is Rollo Lee (John Cleese). Om de winst die de dierentuin maakt te verhogen besluit Lee een “woeste wezens” (oftewel fierce creatures)-beleid in te stellen. Dat betekent dat er alleen maar potentieel gevaarlijke dieren in de dierentuin mogen. De film is opgedragen aan Gerald Durrell en Peter Cook. Voor de film werden opnamen gemaakt in de Jersey Zoo, een dierentuin die door Durrell werd opgericht.

## Verhaal
Het verhaal draait om een dierentuin genaamd Marwood Zoo (genoemd naar John Marwood Cleese). De dierentuin is overgenomen door een bedrijf genaamd Octopus Inc., een corporatie die eist dat alle investeringen die het bedrijf doet 20% winst op moeten brengen. Gepensioneerd politieman Rollo Lee (John Cleese) heeft de leiding over de dierentuin gekregen, en om de vereiste winst te behalen, stelt hij het “woeste wezens” (oftewel fierce creatures)-beleid in. Dit houdt in dat er alleen potentieel dodelijke dieren gehouden mogen worden, gebaseerd op het geloof dat geweld meer bezoekers zal trekken.
Alle dierenverzorgers, onder wie de spinnenverzorger Bugsy (Michael Palin), protesteren tegen dit beleid en proberen meerdere malen Rollo's gedachten te veranderen. Een van die pogingen is dat de verzorgers doen alsof ze verwond zijn door de dieren, waardoor de dieren binnen het beleid zouden vallen. Rollo ziet er echter doorheen en zegt er wat van. Wanneer er echter een dierentuinbezoeker gewond is, wil Rollo het niet serieus nemen, door zijn ruwe behandeling van de gewonde vrouw wordt hij bijna ontslagen.
Tijdens dit voorval komt onderneemster Willa Weston (Jamie Lee Curtis) van Octopus Inc. naar de dierentuin om die over te nemen, waardoor Rollo een lagere baan in het management krijgt. Wie ook mee is is Vince McCain (Kevin Kline), de zoon van de eigenaar van Octopus Inc., Rod McCain (ook Kevin Kline). Willa en Vince zorgen voor meer sponsors voor de dierentuin, om zo de winst te verhogen. Vlak daarna begint Vince met het gebruiken van namen van beroemdheden en hangt overal reclame, wat de dieren en de verzorgers verlaagt. Omdat hij zo weinig begrijpt van de dierentuin is hij een vijand van iedereen, inclusief Rollo en Willa, die verliefd zijn geworden op de dierentuin en elkaar.
Iedereen is bezorgd over de status van de dierentuin wanneer Rod McCain aankomt in de dierentuin, Rollo en Bugsy komen erachter dat Rod de dierentuin wil sluiten omdat ze niet aan het beleid kwamen. Ook zijn ze erachter gekomen dat Vince het geld heeft gestolen dat de dierentuin heeft verdiend aan de sponsors.
Er is een confrontatie tussen Willa, Rollo en Bugsy die Vince ervan proberen te overtuigen niet weg te gaan met de tas waarin het gestolen geld zit. Wanneer Bugsy zijn mond niet wil houden verliest Vince zijn geduld en haalt een Beretta-pistool uit het kantoor. Rod arriveert wanneer Vince overgehaald is om niet weg te gaan. Rod vertelt hem dat hij weet dat Vince hem bestolen heeft en de politie is al onderweg. Vince probeert tevergeefs zijn vader neer te schieten, maar als Bugsy het pistool pakt, gaat het per ongeluk af. Rod wordt recht tussen zijn ogen neergeschoten.
Midden in de paniek hebben ze een plan bedacht om de aankomende politie voor de gek te houden. De verzorgers werken samen om Vince te verkleden als zijn vader, omdat hij zijn vaders accent uit Nieuw-Zeeland heel goed na kan doen. Wanneer de politie en de assistent van Rod, Neville, arriveren vertelt Vince (verkleed als Rod) hen dat hij zijn testament herschreven heeft. In dit nieuwe testament staat dat de dierentuin van de verzorgers wordt, en Vince erft de rest. Hij wil dat ze allemaal getuigen zijn als hij het testament tekent. Nadat hij het testament getekend heeft gaat hij naar een hut, waar hij doet alsof hij zelfmoord pleegt.
Nu ze niet meer voor het bedrijf werken, beginnen Rollo en Willa samen een nieuw leven en houden de dierentuin draaiende.

## Rolverdeling
| Acteur           | Personage               |
| ---------------- | ----------------------- |
| John Cleese      | Rollo Lee               |
| Jamie Lee Curtis | Willa Weston            |
| Kevin Kline      | Vince McCain/Rod McCain |
| Michael Palin    | Adrian 'Bugsy' Malone   |
| Robert Lindsay   | Sydney Lotterby         |
| Ronnie Corbett   | Reggie Sea Lions        |
| Carey Lowell     | Cub Felines             |
| Bille Brown      | Neville                 |
| Derek Griffiths  | Garry Ungulates         |
| Cynthia Cleese   | Pip Small Mammals       |
| Richard Ridings  | Hugh Primates           |
| Maria Aitken     | Di Harding              |